# Escudo de Letonia
El escudo de armas de Letonia (“ģerbonis”) se aprobó después de la independencia del país (18 de noviembre de 1918) y fue diseñado por los artistas Vilhelms Krūmiņš y Rihards Zariņš. Reúne los símbolos nacionales (el sol y las tres estrellas) con los blasones de las regiones históricas de Letonia (los campos con el león y el grifo). El sol, situado en la parte superior del escudo, en un campo de azur (azul), ya fue empleado como emblema por soldados letones en el ejército ruso durante la Primera Guerra Mundial. En aquel momento contaba con diecisiete rayos, uno por cada comarca letona. Las tres estrellas cimeras de oro, de cinco puntas, representan las regiones históricas de Letonia: Vidzeme; Latgale y, unidas, Kurzeme y Zemgale.
Los elementos heráldicos del escudo se remontan al siglo XVI. El campo de plata en que figura un león rampante de gules, símbolo de Kurzeme y Zemgale (oeste y suroeste de Letonia) y que ya figuraba en las armas del ducado de Kurzeme (o ducado de Curlandia) en 1569. El grifo rampante de plata que figura en un campo de gules es el blasón de Vidzeme y Latgale (norte y noreste de Letonia) y fue creado en 1566, cuando los territorios mencionados fueron dominados por Polonia-Lituania. 
Existen tres versiones del escudo:
- El escudo de armas grande junto a los dos símbolos nacionales y los blasones regionales aparecen de nuevo, sosteniendo el escudo, el león de gules y el grifo de plata (estas figuras son conocidas en heráldica como soportes) sobre unas ramas de roble de sinople que están unidas por una cinta con los colores de la bandera nacional. Las armas grandes son utilizadas por el presidente de la República, el Parlamento (“Saeima”), el primer ministro (o Ministro Presidente), el Consejo de Ministros, los Ministros, el Tribunal Supremo, la Fiscalía del Estado y las representaciones diplomáticas o consulares.
- En el escudo de armas mediano no figuran los soportes ni la cinta y es el que se emplea en las dependencias y entidades dependientes del Parlamento, el Gobierno y cada Ministerio.
- En el escudo de armas pequeño únicamente aparecen los símbolos nacionales, el sol en un campo de azur y las tres estrellas, y los dos blasones regionales. Se reserva para las entidades educativas, sus documentos y certificaciones, para todas las instituciones oficiales no mencionadas en los dos casos anteriores y los gobiernos locales autónomos.

## Escudo soviético

Escudo de la RSS de Letonia

Durante la ocupación soviética (1940-1990) la RSS de Letonia usó un escudo sin símbolos nacionales, con los elementos típicamente comunistas de la hoz y el martillo, la estrella de cinco puntas, el sol naciente y las espigas de trigo. Como señal distintiva de Letonia estaba la representación del mar Báltico. El escudo llevaba una cinta roja con el lema nacional de la Unión Soviética («Proletarios de todos los países, ¡uníos!») en letón y en ruso y el nombre de la República en letón, LATVIJAS PSR (Latvijas Padomju Sociālistiskā Republika, República Socialista Soviética de Letonia). Fue sustituido por el escudo actual en 1990, que retomaba el de 1918.

## Galería de Escudos

Versión mediana
Versión menor
Escudo de armas de las Fuerzas Navales letonas